# 太清宫 (青岛)
太清宫，又名下清宫或下宫，位于山东省青岛市崂山区崂山南麓，是道教北七真隨山派的祖庭。1983年，列入21座道教全国重点宫观之一。2013年，列入第七批全国重点文物保护单位崂山道教建筑群中的11座建筑之一。

## 历史

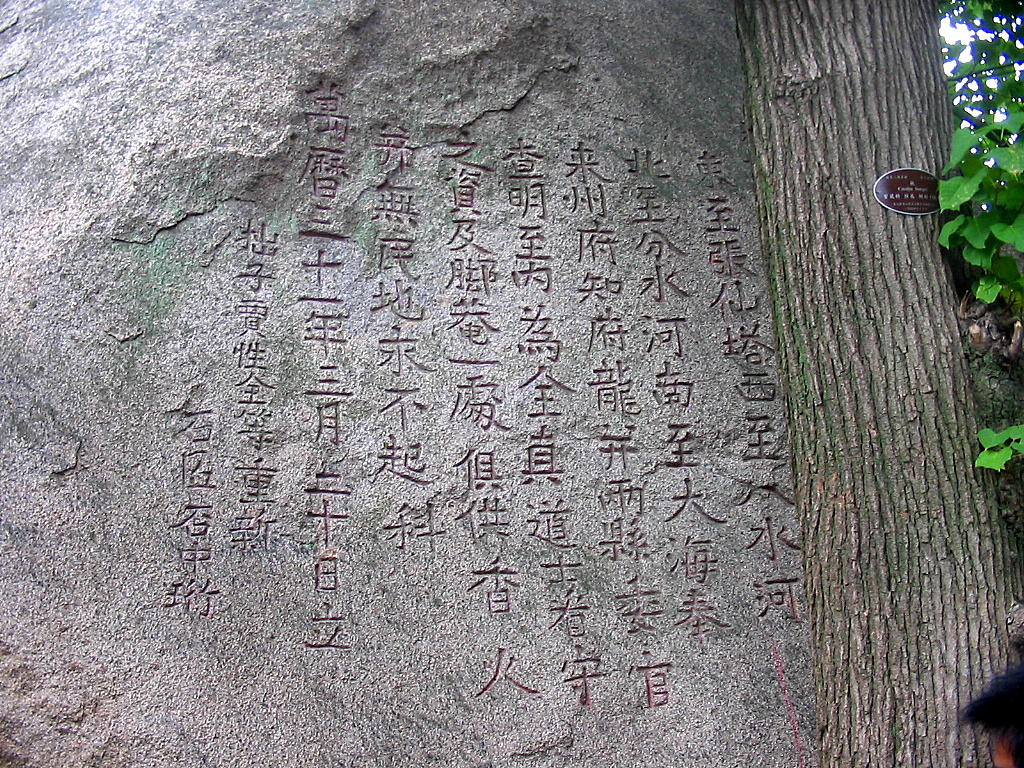
重新雕刻的明朝万历三十一年（1603年），关于太清宫范围的石刻

《太清宫志》记载，西汉建元元年（前140年），张廉夫在此处创建三官庵。唐朝天祐元年（904年），道士李哲玄在今三皇殿处创建三皇庵。北宋乾德五年（967年），道士刘若拙受封华盖真人。980年左右，刘若拙回崂山，重建太清宫。金朝泰和八年（1208年），丘处机到太清宫传道。明昌六年（1195年），劉處玄到太清宫讲授经典，太清宫由此成为北七真隨山派的祖庭。
明朝万历十三年至二十八年（1585至1600年）间，太清宫旧道院倾塌。万历十三年，憨山大师建海印寺于宫前。以耿义兰为首的太清宫道士与僧人开始争夺应该地的产权。最终在万历二十八年（1600年），明廷降旨毁寺复宫。万历三十一年（1603年），重新确定太清宫的“四至”范围：东至张仙塔，西至八水河，南至大海，北至分水河。天启二年（1622年），道士赵复会重修时，确定三官殿、三清殿、三皇殿各为三院的格局。清朝同治二年进士、翰林尹琳基在三官殿东侧修建的“翰林院”，是一处两进院落，现为太清宫客堂。
1949年时，太清宫有道士十三人，行行二人。殿宇房舍一百五十余间。另有土地六百余亩，山场三处。土地分散在李村、王哥庄、即墨县等地，对外出租。文化大革命期间，太清宫庙碑、神像、文物、经卷、供器等均遭毁坏，全部被捣毁焚烧。后为部队占用，因部队家属入住，殿宇房屋、古树名木得以保存。
1979年，青岛市园林局从部队接管太清宫，对房屋进行修缮。青岛市文化局重塑神像，并接回道士匡常修、孙真淳、李宗廉、王自臻、道姑崔静一。1982年，太清宫列为青岛市重点文物保护单位。1985年，成立青岛市道教协会筹备委员会，太清宫为办公地点。山东省道教协会会长、青岛市道教协会会长刘建奎任太清宫主持。同年7月，青岛市园林局将太清宫移交给市宗教事务处，由青岛市道教协会筹委会自行管理。同时划定太清宫新四至范围：东至沟底以内，西至顺墙堤自然弯曲，南至海边，北至康有为石刻。1989年，青岛市人民政府拨款对三清殿、东华殿和王母殿进行修缮，重塑47尊神像。1990年农历三月三，举行神像开光仪式。

## 现存建筑

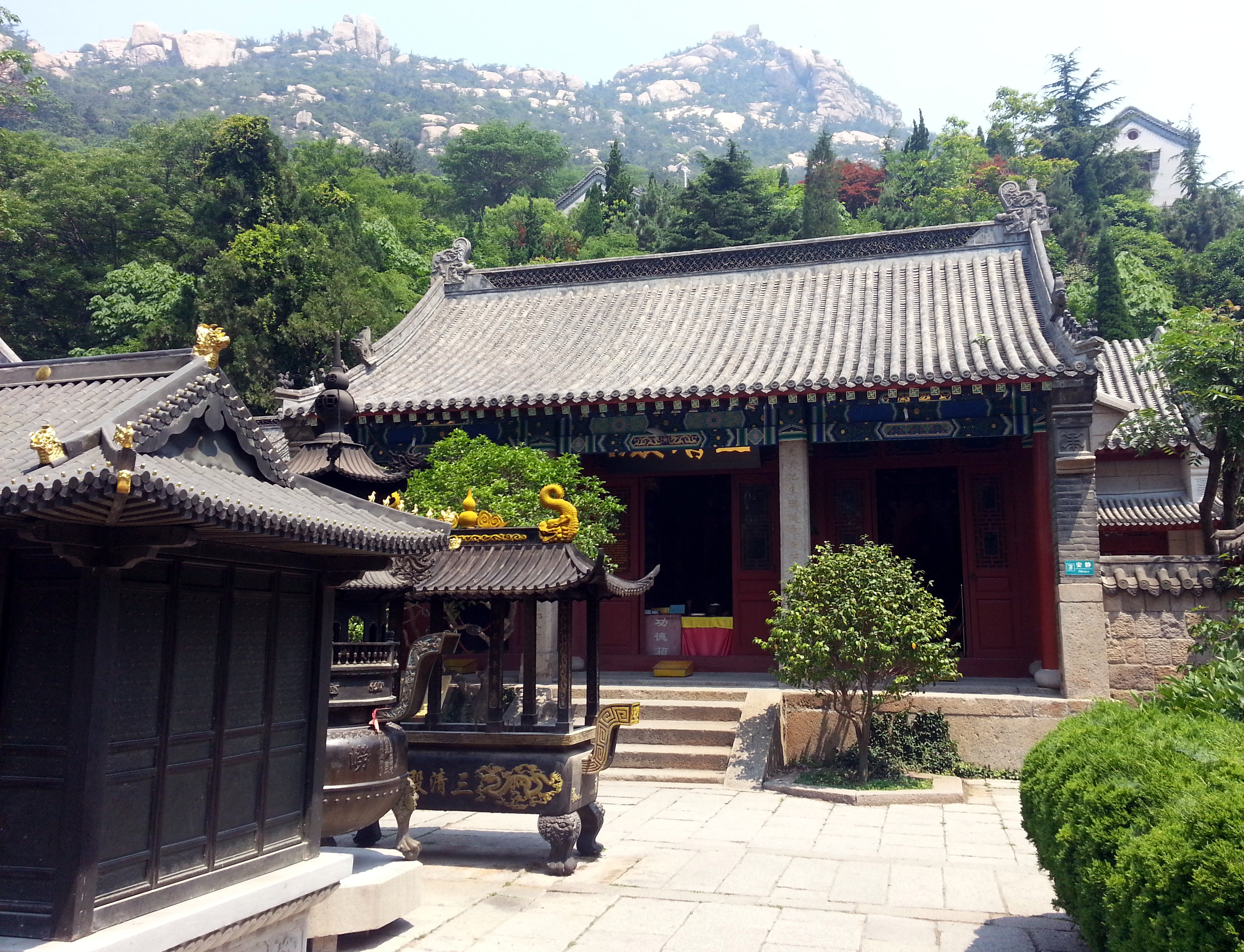
2013年拍摄的太清宫内部建筑

2001年，太清宫在中共青岛市委、青岛市政府介入下，获得前、后区大片土地，面积增加一倍有余。同年，在前、后区内增建山门、钟鼓楼、元辰阁、元君阁、混元殿、文昌殿、财神殿等殿堂建筑，并新塑神像。2005年农历十月十五，举行神像开光仪式。
现太清宫三院建有围墙，各处独立又以便门相通。占地面积3万平方米，建筑面积2500平方米。现有13座殿堂，共计147间殿宇，240间道舍、客房，118尊神像。太清宫后山有一尊36.9米的太上道祖铜像，铜像通高60米。

## 备注
1. ↑  清末民初，上清宫被俗称为上宫，太清宫被俗称为下宫。两者并无直接关联[4]。
2. ↑  行行是对宫观收留、无被度资格的青年修道之人的称谓[7]。